# Takumi Sakai
Takumi Sakai (japanisch 酒井 匠 Sakai, Takumi; * 25. Juni 1998 in der Präfektur Yamanashi) ist ein japanischer Fußballspieler.

## Karriere
Takumi Sakai erlernte das Fußballspielen in der Jugend von Ventforet Kofu sowie in der Universitätsmannschaft der Sanno University. Seinen ersten Vertrag unterschrieb er am 1. Februar 2021 beim ReinMeer Aomori FC. Der Verein aus Aomori spielte in der vierten Liga, der Japan Football League. Nach zwei Spielzeiten, in denen er 49 Ligaspiele bestritt, wechselte er im Januar 2023 zum Drittligisten FC Osaka. Nach vier Ligaspielen wurde er Mitte Juli 2023 bis Saisonende 2023 an den Zweitligisten Roasso Kumamoto ausgeliehen. Für den Verein aus Kumamoto bestritt er vier Zweitligaspiele. Nach der Ausleihe wurde er im Februar 2024 von Roasso Kumamoto fest unter Vertrag genommen.